# Giancarlo Pedote
Giancarlo Pedote, né le 26 décembre 1975 à Florence est un navigateur et skipper italien. Il finit 2e de la Mini Transat 2013. Avec Erwan Le Roux, il gagne la Transat Jacques-Vabre 2015 dans la catégorie des Multi 50. Depuis 2017, il court dans la catégorie des IMOCA. Il participe aux éditions 2020 et 2024 du Vendée Globe, finissant respectivement 8ème et 22ème. 

## Biographie

### Jeunesse et formation
À 14 ans, il découvre la planche à voile, puis passe au Hobie 16. Il pratique aussi la boxe et le full-contact. En 2001, il sort diplômé en philosophie de l'université de Florence.
Il est instructeur de planche à voile, de dériveur et de catamaran. De 2000 à 2003, en Toscane, il dispense des cours de formation de skippers.

### Mini de série (2008-2009)
En 2008, il débute en classe Mini, sous les couleurs de l'entreprise milanaise Prysmian, qui va rester son sponsor tout au long de sa carrière. Il court sur un bateau de série, un Pogo 2. Dès 2008, il est champion d'Italie de classe Mini.
En 2009, il finit 4e de la Mini Transat. Il est 2e au classement mondial de la classe Mini. Cette année-là, il s'établit à Lorient, où ses enfants vont naître. Il y lance Noesis, une entreprise de communication sportive.

### Classe Figaro (2010 et 2011)
En 2010 et 2011, pour enrichir son expérience, il fait un détour par la classe Figaro, avant de revenir à la Mini.

### Mini prototype (2012-2014)

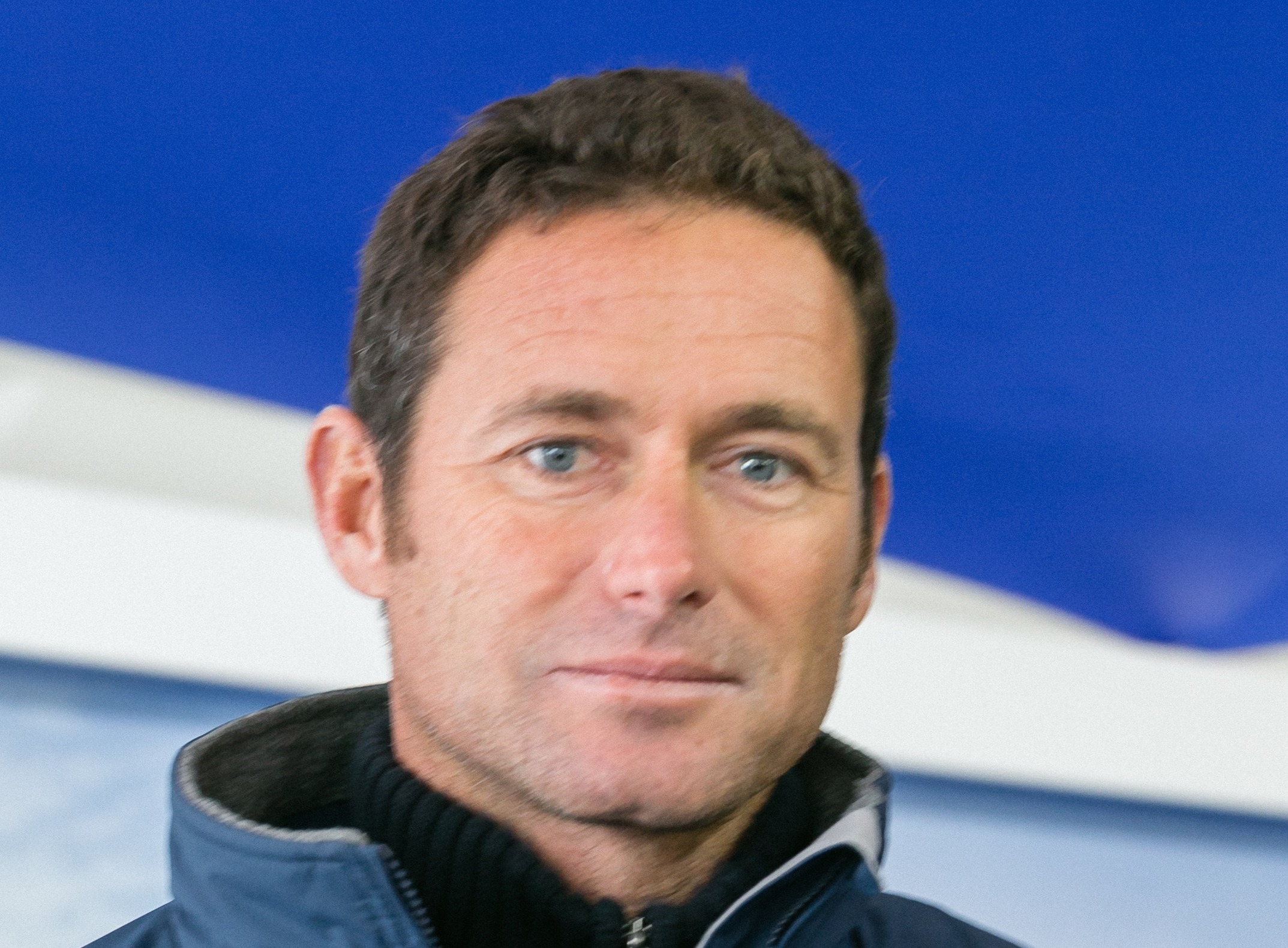
Sébastien Josse.

En 2012, il achète un prototype Mini, le révolutionnaire Magnum (Teamwork Evolution, de son nom de course) de l'architecte David Raison, premier scow (bateau à l'avant rond) de course au large, à la barre duquel son concepteur a gagné la Mini Transat l'année précédente. Le bateau devient Prysmian. À son bord, en mai, avec Rémi Aubrun, Pedote remporte La Trinité-Plymouth.
En 2013, il est 2e de la Demi-Clé 6.50 avec Sébastien Josse, 2e de la Pornichet Select 6.50, 1er de La Trinité-Plymouth avec Rémi Aubrun, 1er du Trophée Marie-Agnès Péron et 2e de la Mini Transat,. Il termine l'année au premier rang mondial de la classe Mini et champion de France « Promotion » de course au large en solitaire. En 2014, il est sacré Velista dell'Anno (marin de l'année) en Italie pour la saison 2013.
En 2014, il remporte cinq courses sur cinq en Mini : la Lorient Bretagne Sud Mini (avec Sébastien Josse), la Pornichet Select 6.50, (avec record du parcours complet), la Mini en mai, le Trophée Marie-Agnès Péron et Les Sables-Les Açores-Les Sables. Il termine une nouvelle fois l'année au premier rang du classement mondial de la classe Mini et champion de France « Promotion » de course au large en solitaire

### Class40 (2014)

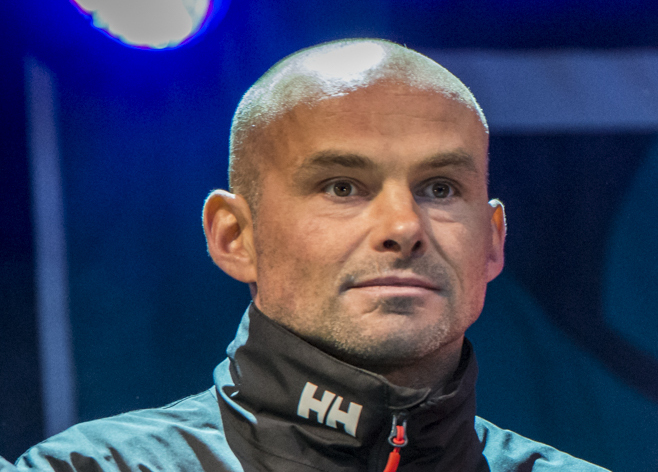
Erwan Le Roux.

Lanfranco Cirillo lui confie son Class40 Fantastica. À son bord, en 2014, parallèlement au circuit Mini, Pedote termine 3e de l'Armen Race et 10e de la Route du Rhum.

### Multi 50 (2015)
Durant la saison 2015, Pedote court en Multi 50 avec Erwan Le Roux. Avec équipage ou en duo, ils remportent six de leurs six courses, dont la Transat Jacques-Vabre.

### Moth (2016)
En 2016, Pedote est élu Velista dell'Anno pour la saison 2015. À cette occasion, il annonce publiquement son intention de courir le Vendée Globe 2020-2021, projet auquel il songe depuis sa Route du Rhum 2014. Il vend son Mini. Il se familiarise avec les foils en courant une saison sur Moth.

### Imoca (depuis 2017)

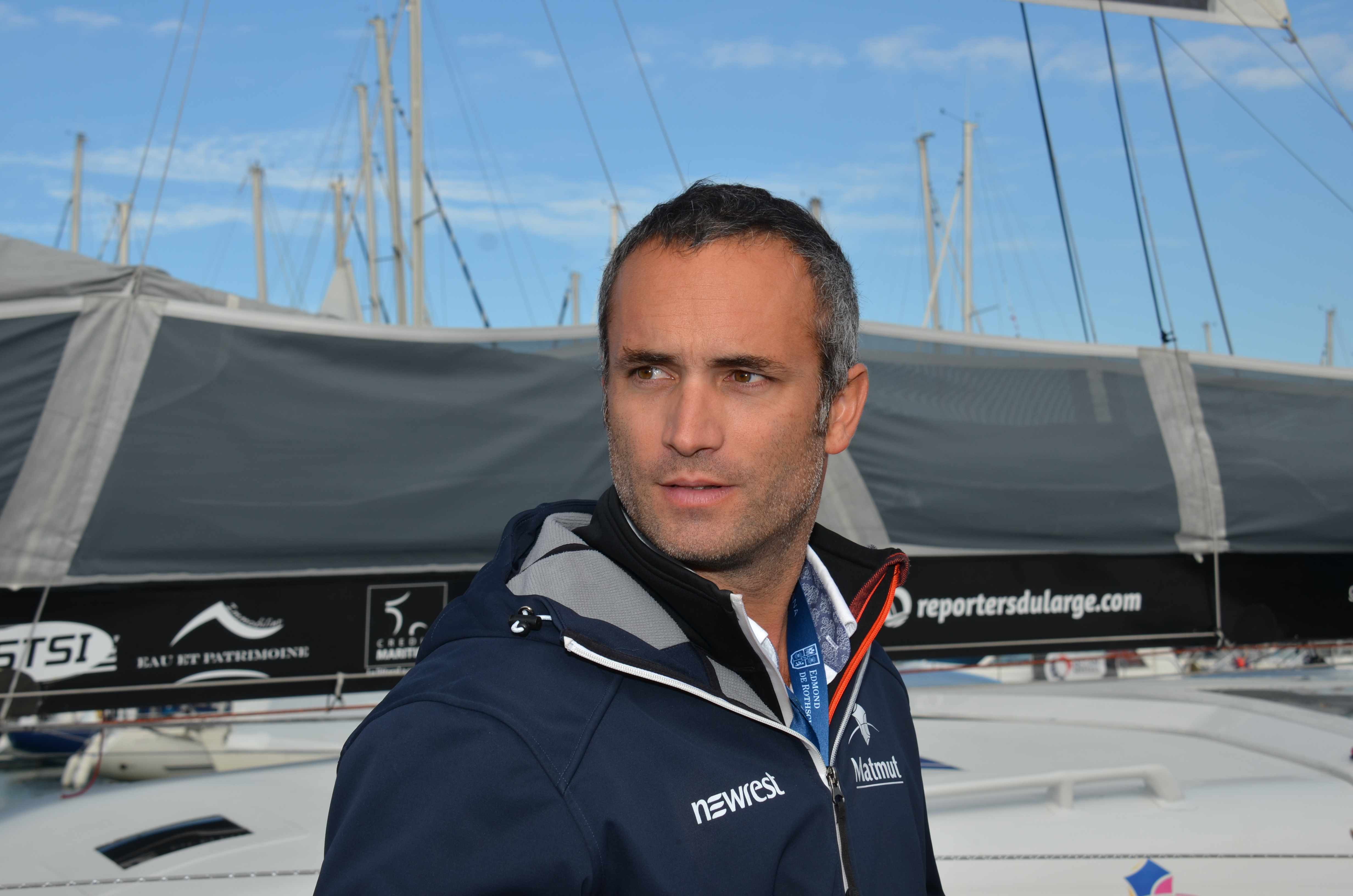
Fabrice Amedeo.

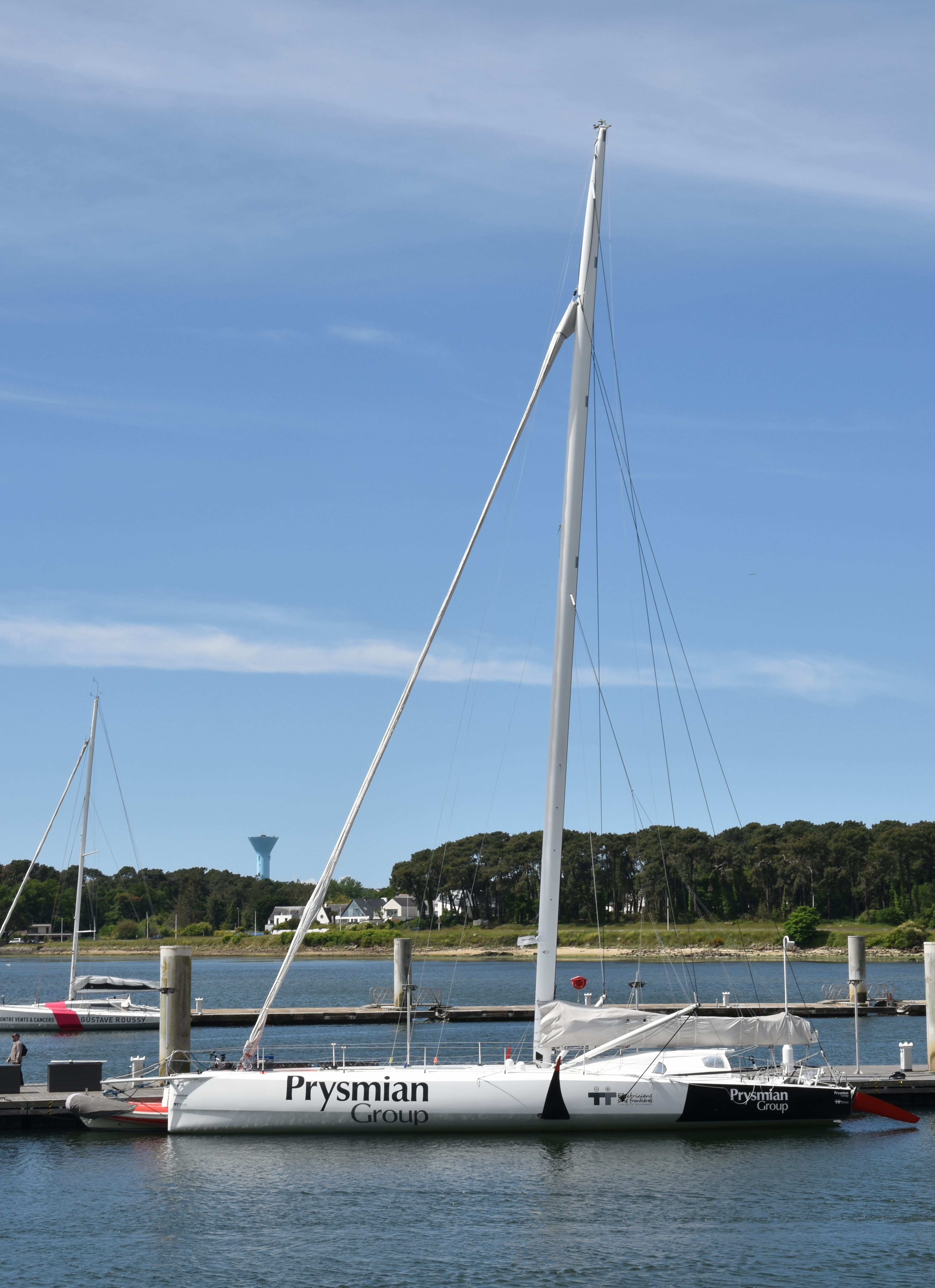
Prysmian Group à Lorient en mai 2021.

En 2017, pour permettre à Pedote de faire ses premières armes en Imoca, Prysmian soutient le projet de Fabrice Amedeo. Celui-ci achète en septembre un foiler de 2015, le No Way Back de Pieter Hereema. Tandis que No Way Back est en chantier, Amedeo et Pedote courent ensemble la Transat Jacques-Vabre à bord du Newrest de 2007 sur lequel Amedeo a bouclé le Vendée Globe. Ils terminent 12es, sur 13 Imoca.
Pedote nourrit toujours son propre projet Imoca. Son sponsor ne souhaite pas le voir courir sur un bateau trop ancien. Aussi, en avril 2018, Pedote conclut-il l'achat d'un foiler de 2015, le StMichel-Virbac de Jean-Pierre Dick. Dans l'immédiat, le bateau est loué par Yann Eliès pour la Route du Rhum 2018 : il sera disponible en mars 2019.
En 2019, l'Imoca devient Prysmian Group. Le deuxième sponsor de Pedote sur ce projet est l'ONG Électriciens sans frontières. Pedote effectue sa première course Imoca en solitaire dans la Bermudes 1000 Race, qu'il termine 3e. Avec Anthony Marchand, il termine 9e de la Fastnet Race, puis 17e de la Transat Jacques-Vabre.
En juillet 2020, il est au départ de la Vendée-Arctique-Les Sables-d'Olonne. En cinq ans, la taille et la forme des foils des Imoca ont bien évolué, mais Prysmian Group est toujours équipé de ses foils d'origine. Les deux premiers jours, les conditions de mer sont « assez compliquées au près ». Les sauts du bateau dans les vagues font connaître à Pedote « pas mal de problème de connectique électronique », qui provoquent notamment des décrochages des deux pilotes automatiques. « Les problèmes électroniques, dit-il, étaient un réel frein à la performance. Au fur et à mesure de la course, ma connaissance de ce bateau a augmenté. En quatre jours, j’ai dépassé quatre de mes adversaires. » Il termine la course 8e.
Le 8 novembre 2020 il prend le départ du Vendée Globe 2020-2021 sur Prysmian Group. Il termine le 28 janvier 2021 à la 8e place (premier Italien dans le Top 10 depuis que la course existe) en 80 jours, 22 heures et 42 minutes, après plus de 28 000 milles sur les océans du Globe. Il a fait bénéficier les internautes de vidéos quasi quotidiennes, ce qui aura permis d'offrir 174 000 mètres de câble électrique à l'association Électriciens sans frontières, grâce à autant de clics sur son site.

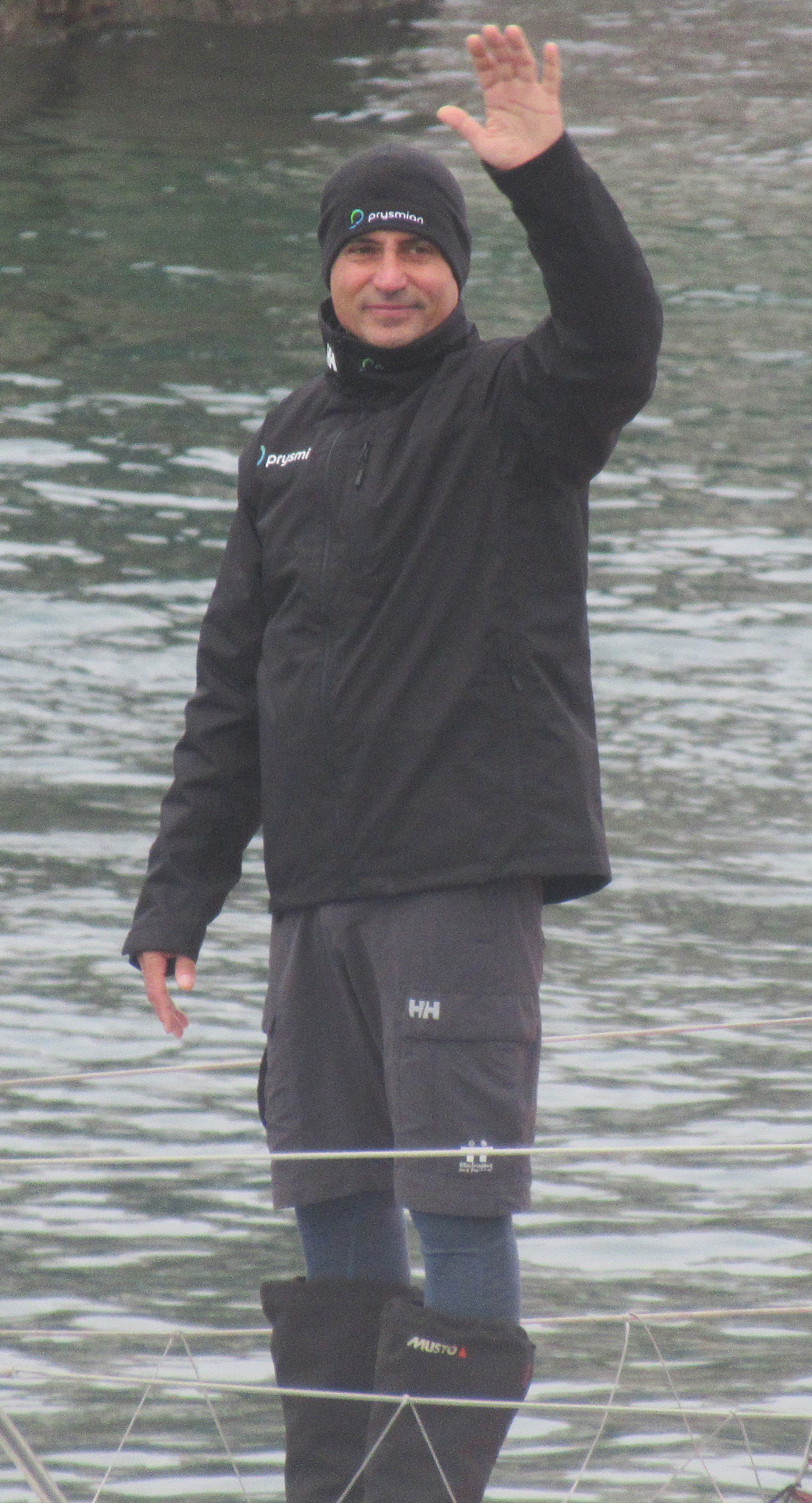
Au départ du Vendée Globe 2024-2025.

## Palmarès

### Classe Mini
En série, à bord de Prysmian ITA 626
- 2008 :
  - Champion d'Italie de Mini[1]
- 2009 : 
  - 4e sur 49 de la Mini Transat[4]
  - 2e au classement mondial de la classe Mini[1]

En prototype, à bord de Prysmian ITA 747
- 2012 :
  - 3e sur 42 de la Demi-Clé 6.50, avec David Raison[34]
  - 1er sur 7 de La Trinité-Plymouth, avec Rémi Aubrun[9]
  - 3e sur 19 de la Mini-Fastnet, avec Rémi Aubrun[35]
- 2013 : 
  - 2e sur 16 de la Demi-Clé 6.50, avec Sébastien Josse[10]
  - 2e sur 18 de la Pornichet Select 6.50[11]
  - 1er sur 9 de La Trinité-Plymouth, avec Rémi Aubrun[12]
  - 1er sur 22 du Trophée Marie-Agnès Péron[13]
  - 2e sur 31 de la Mini Transat[14]
  - Champion de France « Promotion » de course au large en solitaire[14]
- 2014 :
  - Velista dell'Anno (marin de l'année) pour la saison 2013[16]
  - 1er sur 12 de la Lorient Bretagne Sud Mini, avec Sébastien Josse[17]
  - 1er sur 8 de la Pornichet Select 6.50 [18],[19]
  - 1er sur 10 de la Mini en mai[20]
  - 1er sur 10 du Trophée Marie-Agnès Péron[21]
  - 1er sur 11 de Les Sables-Les Açores-Les Sables[22]
  - Champion de France « Promotion » de course au large en solitaire[1]

### Class40
À bord de Fantastica
- 2014 :
  - 3e sur 6 de l'Armen Race[23]
  - 10e sur 43 de la Route du Rhum[24]

### Multi 50
Avec Erwan Le Roux, à bord de Fenêtréa-Prysmian, en équipage ou en double
- 2015 :
  - 1er du Grand Prix Guyader[36]
  - 1er du Tour de Belle-Île[37]
  - 1er de l'Armen Race[38]
  - 1er du Grand Prix Las Palmas de Gran Canaria[38]
  - 1er du Trophée Prince de Bretagne Sud Goëlo[38]
  - 1er de la Transat Jacques-Vabre[38]
- 2016 :
  - Velista dell'Anno (marin de l’année) pour la saison 2015[16]

### IMOCA
À bord de Newrest-Brioche Pasquier, avec Fabrice Amedeo
- 2017 :
  - 12e sur 13 de la Transat Jacques-Vabre[27]

À bord de Prysmian Group
- 2019 :
  - 3e sur 17 de la Bermudes 1000 Race[28]
  - 9e sur 20 de la Fastnet Race, avec Anthony Marchand[29]
  - 17e sur 29 de la Transat Jacques-Vabre, avec Anthony Marchand[30]
- 2020 :
  - 8e sur 20 de la Vendée-Arctique-Les Sables-d'Olonne[2]
- 2021 :
  - 8e sur 33 du Vendée Globe
  - 8e du Rolex Fastnet Race[39]
  - 6e de la Transat Jacques Vabre, avec Martin Le Pape.
- 2022 :
  - 8e de la Guyader Bermudes 1000 Race
  - 12e de la Vendée-Arctique
  - 16e de la Route du Rhum
- 2023 :
  - 14e de la Rolex Fastnet Race avec Milan Kolacek
  - 11e de la Transat Jacques Vabre avec Gaston Morvan
- 2024 :
  - 21e de la Transat CIC (transat anglaise)
- 2025 : 
  - 22e sur 40 du Vendée Globe[40]

## Ouvrages didactiques

### Publications
- (it) Giancarlo Pedote, Il Manuale dello Skipper, Milan, Mursia, 2004, 224 p. (ISBN 978-8842532873).
- (it) Giancarlo Pedote (ill. Filippo Biagi, photogr. James Robinson Taylor), Il Manuale del Velista, Murcia, coll. « Biblioteca del mare », 2007, 224 p. (ISBN 9788842534389)[1]
- Toscanità (2019) - Giunti editore, prodotto da Giglio Amico.
- Prélude au Vendée Globe: Regards d'écrivains, de marins et de chercheurs (2020) - Voiles Gallimard, capitolo "Ora sono qui"
- Capitolo "La ricerca della performance nelle Imbarcazioni da Regata", Manuale della Vela d'Altura (2020) - Editore De Vecchi, per la Federazione Italiana Vela
- L'Anima nell'Oceano. I miei 80 giorni al Vendée Globe (2021) - Rizzoli`
- Contributo in Machiavelli social - gli italiani rispondono al Principe, di Matteo Minà e Filiberto Passananti (2021) - Vallecchi

### DVD
SeaYou Mini 6.50, chez l'auteur, 2016. Vidéomanuel de navigation en solitaire, en cinq langues : italien, anglais, français, allemand et russe.